# Quatuor pour cordes et piano no 2 d'Enesco
Pour les articles homonymes, voir Quatuor pour cordes et piano.
Le Quatuor pour cordes et piano en ré mineur opus 30 est un quatuor pour violon, alto, violoncelle et piano de Georges Enesco. Composé en 1944, il est dédié à la mémoire de Gabriel Fauré.

## Structure
Le quatuor comprend trois mouvements :
1. Allegretto moderato
2. Andante pensieroso ed espressivo
3. Con moto moderato - Allegro energico

La durée d'exécution est d'environ trente minutes.